# 汤姆·哈蒙兹
汤姆·爱德华·哈蒙兹（英語：Tom Edward Hammonds，1967年3月27日—），美国NBA联盟前职业篮球运动员。他在1989年的NBA选秀中第1轮第9顺位被华盛顿子弹选中。